# Seznam zápasů české a ruské hokejové reprezentace
Toto je seznam zápasů české a ruské hokejové reprezentace na ZOH a MS.

## Lední hokej na olympijských hrách
| Datum     | Číslo | Česko | Výsledek | Zápas       | ZOH  | Místo       | Branky České republiky                                                                  |
| --------- | ----- | ----- | -------- | ----------- | ---- | ----------- | --------------------------------------------------------------------------------------- |
| 20.2.1994 | 1     | Česko | 3:4      | ZS          | 1994 | Lillehammer | Petr Hrbek • Jan Alinč • Jiří Vykoukal                                                  |
| 16.2.1998 | 2     | Česko | 1:2      | ZS          | 1998 | Nagano      | Robert Reichel                                                                          |
| 22.2.1998 | 3     | Česko | 1:0      | finále      | 1998 | Nagano      | Petr Svoboda                                                                            |
| 20.2.2002 | 4     | Česko | 0:1      | čtvrtfinále | 2002 | Provo       | Ne                                                                                      |
| 25.2.2006 | 5     | Česko | 3:0      | 3. místo    | 2006 | Turín       | Martin Erat • Marek Židlický • Martin Straka                                            |
| 21.2.2010 | 6     | Česko | 2:4      | ZS          | 2010 | Vancouver   | Tomáš Plekanec • Milan Michálek                                                         |
| 23.2.2018 | 7     | Česko | 0:3      | semifinále  | 2018 | Kangnung    | Ne                                                                                      |
| 12.2.2022 | 8     | Česko | 6:5 PP   | ZS          | 2022 | Peking      | Tomáš Kundrátek • David Krejčí • Michael Špaček • Lukáš Klok • Tomáš Hyka • Libor Šulák |

## Mistrovství světa v ledním hokeji
| Datum     | Číslo | Česko | Výsledek | Zápas       | MS   | Místo      | Branky České republiky                                             |
| --------- | ----- | ----- | -------- | ----------- | ---- | ---------- | ------------------------------------------------------------------ |
| 3.5.1995  | 1     | Česko | 2:0      | čtvrtfinále | 1995 | Stockholm  | Jiří Kučera • Otakar Vejvoda                                       |
| 1.5.1997  | 2     | Česko | 2:3      | ZS          | 1997 | Helsinky   | Jiří Šlégr • Pavel Patera                                          |
| 10.5.1997 | 3     | Česko | 4:3      | 3. místo    | 1997 | Helsinky   | Rostislav Vlach • Vladimír Vůjtek • Martin Procházka • Jiří Dopita |
| 10.5.1998 | 4     | Česko | 2:2      | ČS          | 1998 | Basilej    | Pavel Patera • Jiří Dopita                                         |
| 7.5.1999  | 5     | Česko | 1:6      | ČS          | 1999 | Oslo       | Tomáš Vlasák                                                       |
| 5.5.2001  | 6     | Česko | 4:3      | OS          | 2001 | Hannover   | Martin Ručinský • David Moravec • Radek Dvořák • Jiří Dopita       |
| 7.5.2002  | 7     | Česko | 1:3      | čtvrtfinále | 2002 | Jönköping  | Jan Hrdina                                                         |
| 7.5.2003  | 8     | Česko | 3:0      | čtvrtfinále | 2003 | Turku      | Jan Hlaváč • Milan Hejduk • Jaroslav Hlinka                        |
| 8.5.2005  | 9     | Česko | 1:2      | OS          | 2005 | Vídeň      | David Výborný                                                      |
| 18.5.2006 | 10    | Česko | 4:3 PP   | čtvrtfinále | 2006 | Riga       | Tomáš Kaberle • Jaroslav Hlinka • Patrik Štefan • Zbyněk Irgl      |
| 9.5.2007  | 11    | Česko | 0:4      | čtvrtfinále | 2007 | Moskva     | Ne                                                                 |
| 4.5.2008  | 12    | Česko | 4:5 PP   | ZS          | 2008 | Quebec     | 3x Patrik Eliáš • Aleš Kotalík                                     |
| 23.5.2010 | 13    | Česko | 2:1      | finále      | 2010 | Kolín      | Jakub Klepiš • Tomáš Rolinek                                       |
| 8.5.2011  | 14    | Česko | 3:2      | OS          | 2011 | Bratislava | Jakub Voráček • Jaromír Jágr • Tomáš Plekanec                      |
| 15.5.2011 | 15    | Česko | 7:4      | 3. místo    | 2011 | Bratislava | 3x Roman Červenka • 2x Petr Průcha • Jan Marek • Tomáš Plekanec    |
| 13.5.2012 | 16    | Česko | 0:2      | ZS          | 2012 | Stockholm  | Ne                                                                 |
| 6.5.2016  | 17    | Česko | 3:0      | ZS          | 2016 | Moskva     | Tomáš Kundrátek • Roman Červenka • Michal Birner                   |
| 18.5.2017 | 18    | Česko | 0:3      | čtvrtfinále | 2017 | Paříž      | Ne                                                                 |
| 10.5.2018 | 19    | Česko | 4:3 PP   | ZS          | 2018 | Kodaň      | David Krejčí • Dmitrij Jaškin • David Pastrňák • David Pastrňák    |
| 13.5.2019 | 20    | Česko | 0:3      | ZS          | 2019 | Bratislava | Ne                                                                 |
| 26.5.2019 | 21    | Česko | 2:3 SN   | o 3. místo  | 2019 | Bratislava | Michal Řepík • Dominik Kubalík                                     |
| 21.5.2021 | 22    | Česko | 3:4      | ZS          | 2021 | Riga       | Jakub Flek • Jakub Vrána • Dominik Kubalík                         |
| Zdroj     |       |       |          |             |      |            |                                                                    |

## Světový pohár v ledním hokeji
| Datum     | Číslo | Česko | Výsledek | Zápas            | SP   | Místo     | Branky České republiky                         |
| --------- | ----- | ----- | -------- | ---------------- | ---- | --------- | ---------------------------------------------- |
| 8.9.2016  | 1     | Česko | 3:4      | přípravné utkání | 2016 | Petrohrad | Michal Kempný • Martin Hanzal • Tomáš Plekanec |
| 10.9.2016 | 2     | Česko | 2:1 SN   | přípravné utkání | 2016 | Praha     | Tomáš Plekanec • Aleš Hemský (rozhodující SN)  |